# Hommage à Lamour
Hommage à Lamour est une œuvre de François Morellet réalisée en 2001 et installée de manière permanente au Musée des Beaux-Arts de Nancy.

## Historique
L'idée de la réalisation de cette œuvre est née d'une rencontre entre l'artiste et le musée en juin 2000. Pour l'acquérir, le musée s'aide d'un co-financement de la galerie Hervé Bize, qui présentera en 2017 une rétrospective de Morellet incluant des travaux préparatoires de cette œuvre. Sa présentation au public se fait en 2003 à l'occasion d'une exposition dédiée, Quelques courbes en hommage à Lamour (œuvres de 1946 à aujourd’hui).

## Description

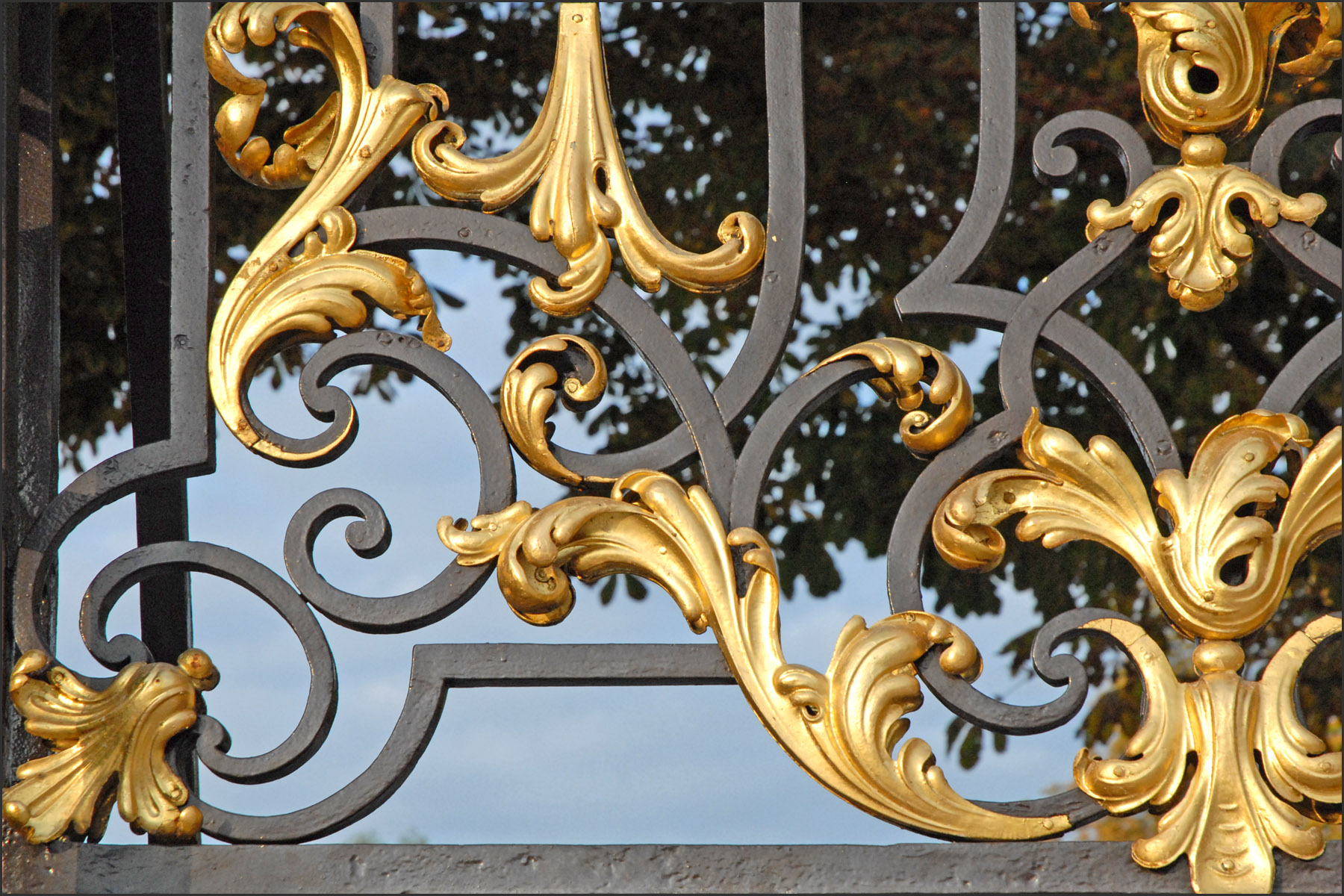
Détail des ferronneries de la place Stanislas réalisées par Jean Lamour auxquelles Hommage à Lamour fait référence

Cette œuvre, une installation de quatre néons, est construite suivant le principe de la fragmentation et est un hommage aux grilles de Jean Lamour de la place Stanislas voisine. Il s'agit d'une des rares œuvres de François Morellet à ne pas respecter de contraintes géométriques prédéfinies ; l'artiste au contraire crée des formes libres, en volutes, en hommage au style rocaille.

## Réception et analyse
L'Est Républicain reporte positivement l'installation de cette œuvre, la trouvant « jolie, intelligente et durable ». Pour Armelle Fayol, cette œuvre constitue le point d'orgue de la nouvelle muséographie du musée mise en place par Luca Lotti, l'hommage avec des moyens modernes aux artistes anciens étant un écho du parcours des siècles proposé par l'institution.
Pour André Rossinot, maire de Nancy au moment de la rénovation du musée et de la construction de l'œuvre, elle permet de projeter la ville « dans le troisième millénaire commençant et prometteur ». Le Journal des Arts pointe d'ailleurs qu'il s'agit plutôt d'une exception, la ville de Nancy ayant alors, en 2014, aucune autre œuvre contemporaine visible dans ses rues, sans doute sous le poids d'une concurrence à la fois géographique (Metz et de son Centre Pompidou) et temporelle (poids de l'Art nouveau et plus particulièrement de l'école de Nancy).
Pour Paul Vert, Hommage à Lamour montre que Morellet, malgré sa volonté d'abstraction n'échappe pas au figuratif ; de plus, il rapproche l'utilisation du néon dans la recherche d'effets de lumières faisant suite aux travaux des artistes du clair-obscur.